# Кастль (Кемнат)
Кастль (нем. Kastl) — община в Германии, в земле Бавария.
Подчиняется административному округу Верхний Пфальц. Входит в состав района Тиршенройт. Подчиняется управлению Кемнат. Население составляет 1421 человек (на 31 декабря 2010 года). Занимает площадь 24,74 км².
Община подразделяется на 13 сельских округов.

## Население
По оценке на 31 декабря 2015 года население общины Кастль составляет 1393 чел. 

| Дата      | 1840 | 1871 | 1900 | 1925 | 1939 | 1950 | 1961 | 1970 | 1987 | 2011 |
| --------- | ---- | ---- | ---- | ---- | ---- | ---- | ---- | ---- | ---- | ---- |
| Население | 1288 | 1136 | 929  | 958  | 914  | 1413 | 1104 | 1158 | 1240 | 1417 |

| Год       | 1960 | 1970 | 1980 | 1990 | 2000 | 2009 | 2010 | 2011 | 2012 | 2013 | 2014 | 2015 |
| --------- | ---- | ---- | ---- | ---- | ---- | ---- | ---- | ---- | ---- | ---- | ---- | ---- |
| Население | 1086 | 1153 | 1204 | 1317 | 1374 | 1414 | 1421 | 1400 | 1385 | 1374 | 1400 | 1393 |